# Federico Rocchetti
Federico Rocchetti (Bergamo, 14 gennaio 1986) è un ex ciclista su strada italiano, professionista dal 2011 al 2013.

## Carriera
Nato nel 1986 a Bergamo, da under-23 nel 2008 con la Ceramiche Pagnoncelli-N.G.C.-Perrel e da élite nel 2009 e 2010 con la Casati-N.G.C.-Perrel ottiene diverse vittorie, su tutte il Giro della Valsesia nel 2009 e il titolo italiano élite senza contratto nel 2010.
Dopo aver corso da stagista nel 2010 con la Lampre, nel 2011, a 25 anni, passa professionista con la De Rosa-Stac Plastic di Fabio Bordonali. Tesserato con la stessa squadra, nel frattempo diventata Utensilnord, anche nelle due stagioni seguenti, nel 2012 partecipa alla Milano-Sanremo, arrivando 99º, e al Giro di Lombardia, ritirandosi; nel 2013 prende invece parte alla cronometro a squadre dei Mondiali in Toscana, terminando 33º e vince il Giro del Medio Brenta.
Chiude la carriera al termine della stagione 2013, a 27 anni.

## Palmarès
- 2008 (under-23)

Targa d'Oro Città di Legnano
Coppa ONT - Cronoscalata alla Roncola
Trofeo Bettoni
- 2009 (Casati-N.G.C.)

Trofeo Stefano Fumagalli a.m.
Giro della Valsesia
Trofeo MP Filtri
Trofeo Raffaele Marcoli
G.P. Sannazzaro de' Burgondi
Coppa d'Inverno
- 2010 (Casati-N.G.C.)

Trofeo Comune di Cafasse
Coppa Giuseppe Romita
Campionati italiani, In linea Elite senza contratto
Circuito Castelnovese
- 2013 (Utensilnord, una vittoria)

Giro del Medio Brenta

## Piazzamenti

### Classiche monumento
- Milano-Sanremo

2012: 99º
- Giro di Lombardia

2012: ritirato

### Competizioni mondiali
- Campionati del mondo

Toscana 2013 - Cronosquadre: 33º